# Alessandro Valori
Alessandro Valori (Macerata, 29 settembre 1965 – Recanati, 9 settembre 2019) è stato un regista, sceneggiatore e produttore cinematografico italiano.

## Biografia
Alessandro Valori nacque nel 1965 a Macerata. Frequentò la scuola di sceneggiatura di Tonino Guerra a San Marino e lo stage di regia e sceneggiatura di Nikita Michalkov. Iniziò la sua attività nel campo cinematografico nel 1984 come assistente alla regia di noti registi: Lina Wertmüller, Sergio Corbucci, Paolo e Vittorio Taviani. Nel 1991 fondò la società di produzione "Notorius". Dal 1994 diresse diversi cortometraggi, documentari e numerosi videoclip musicali per artisti italiani emergenti e affermati. Nel 2001 realizzò il backstage del film di Marco Bellocchio L'ora di religione. Nel 2003 diresse il suo primo lungometraggio, Radio West. Nel 2008 fu la volta del suo secondo film Chi nasce tondo..., con Valerio Mastandrea e Sandra Milo. Dopo otto anni girò Come saltano i pesci. Nel 2017 fece uscire il suo quarto e ultimo film, Tiro libero.
È morto il 9 settembre 2019 per un infarto, mentre cenava in un ristorante a Recanati.

## Filmografia

### Regista

#### Lungometraggi
- De Generazione, episodio Squeak! (1994)
- Radio West (2003)
- Chi nasce tondo... (2007)
- Come saltano i pesci (2016)
- Tiro libero (2017)

#### Cortometraggi
- B.B.K. (1996)
- Materia e visione, co-regia con Matteo Pizzarello (2006)
- Il cinema lo faccio io (2012)
- Babylon Fast Food (2012)
- Eccomi (2014)
- Insight, co-regia con Lidia Ravviso e Slavina (2016)

### Sceneggiatore
- B.B.K., regia di Alessandro Valori (1996)
- Ulcera, regia di Mario De Candia (1996)
- Radio West, regia di Alessandro Valori (2003)
- Chi nasce tondo..., regia di Alessandro Valori (2007)
- Come saltano i pesci, regia di Alessandro Valori (2016) – soggetto

### Attore
- Grazie preservativo, regia di Marco Vallini (2007)
- Gli invisibili - Esordi nel cinema italiano 2000-2006, registi vari (2007) – cameo
- P.O.E. - Project Of Evil, registi vari (2012)
- Chi ha paura delle tartarughe, regia di Edo Tagliavini (2013)

### Produttore
- Radio West, regia di Alessandro Valori (2003)

### Scenografo
- Troppo buoni con le donne, regia di Mauro Stroppa (2013)

### Aiuto regista
- Sono un fenomeno paranormale, regia di Sergio Corbucci (1985)
- Un complicato intrigo di donne, vicoli e delitti, regia di Lina Wertmüller (1986)
- Good Morning Babilonia, regia di Paolo e Vittorio Taviani (1987)
- Faccia di lepre, regia di Liliana Ginanneschi (1990)
- Il senso della vertigine, regia di Paolo Bologna (1991)
- Zuppa di pesce, regia di Fiorella Infascelli (1992)
- La decima onda, regia di Francesco Colangelo (2011)

## Riconoscimenti
- 1994 – MystFest
  - Premio del pubblico a De Generazione
  - Candidatura miglior film a De Generazione
- 1995 – Fantasporto
  - Candidatura miglior film a De Generazione
- 2009 – Golden Graal
  - Candidatura miglior regista di commedia per Chi nasce tondo...
- 2012 – Festival di Roma
  - Candidatura premio "Prospettive" per il migliore documentario italiano a Il cinema lo faccio io